# Hrkljuš
Hrkljuš je za potrebe TV, izmišljen šport - "narodna bosanska igra" nastala krajem osamdesetih godina 20. stoljeća, kao proizvod mašte tvoraca popularne sarajevske televizijske humoristične serije "Top lista nadrealista". U jednoj od epizoda se imalo priliku vidjeti i njezin "izravni prijenos".
Natjecatelji se (više njih) rasporede u krug, raskoračivši se u stranu.
Potom igrač koji vodi igru u krug ubacuje nešto nalik na loptu krpenjaču nasumice nekom od sudionika. Započinje dobacivanje. Kome lopta ispadne iz ruku, napušta krug, udara se šakom u čelo i viče "Do mene, do mene!". Kad igrač koji vodi igru vikne "Hrkljuš!", pobjednik je onaj kod koga se u tom trenutku lopta nalazi.
Hrkljuš je svaki sudionik koji je ispao iz igre. Za njega je to ponižavajući čin, a igra se odvija sve dok svi sudionici osim zadnjeg ne postanu hrkljuši. Pobjednik je onaj natjecatelj kojemu lopta nije u tome ciklusu ispala iz ruku.
Ovaj "sport" je karikatura derviškog obreda u kojem nožem naprave rez na čelu, povežu ga vrpcom na kojoj stoji neki redak iz Kurana, a zatim se udaraju po rani čime pojačavaju krvarenje.
Već sutradan po objavljivanju epizode, ova riječ je ušla u sve žargone. Ona podrazumijeva:
- tvrdoglavo ustrajanje na promašenome putu
- sudjelovanje u situaciji čija su pravila nebulozna i promjenljiva
- drugo ime za neki pučki šport ili obred
- smiješno pridržavanje nekih tradicionalnih pravila